# دهستان رانو
دهستان رانو (به لاتین: Rannu Parish) یک دهستان در استونی بود که در شهرستان تارتو واقع شده‌بود.

## نگارخانه

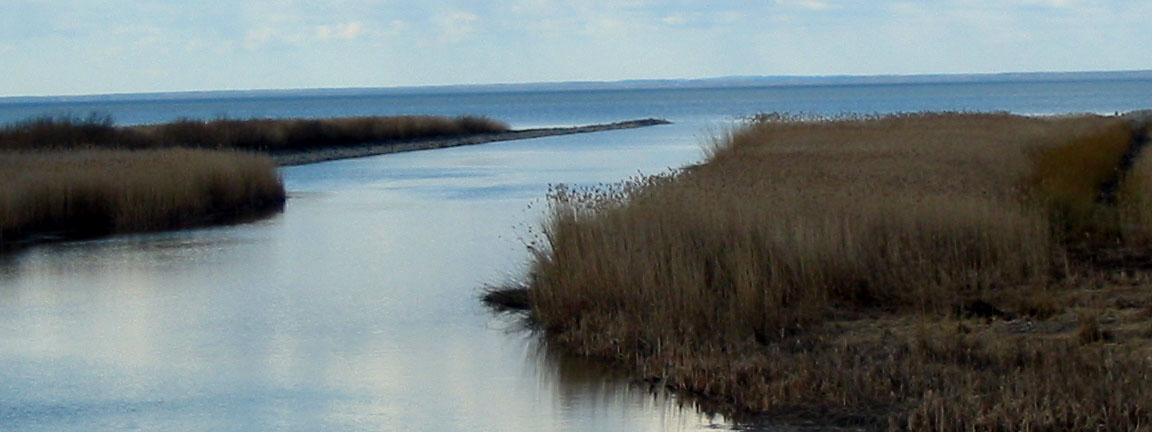
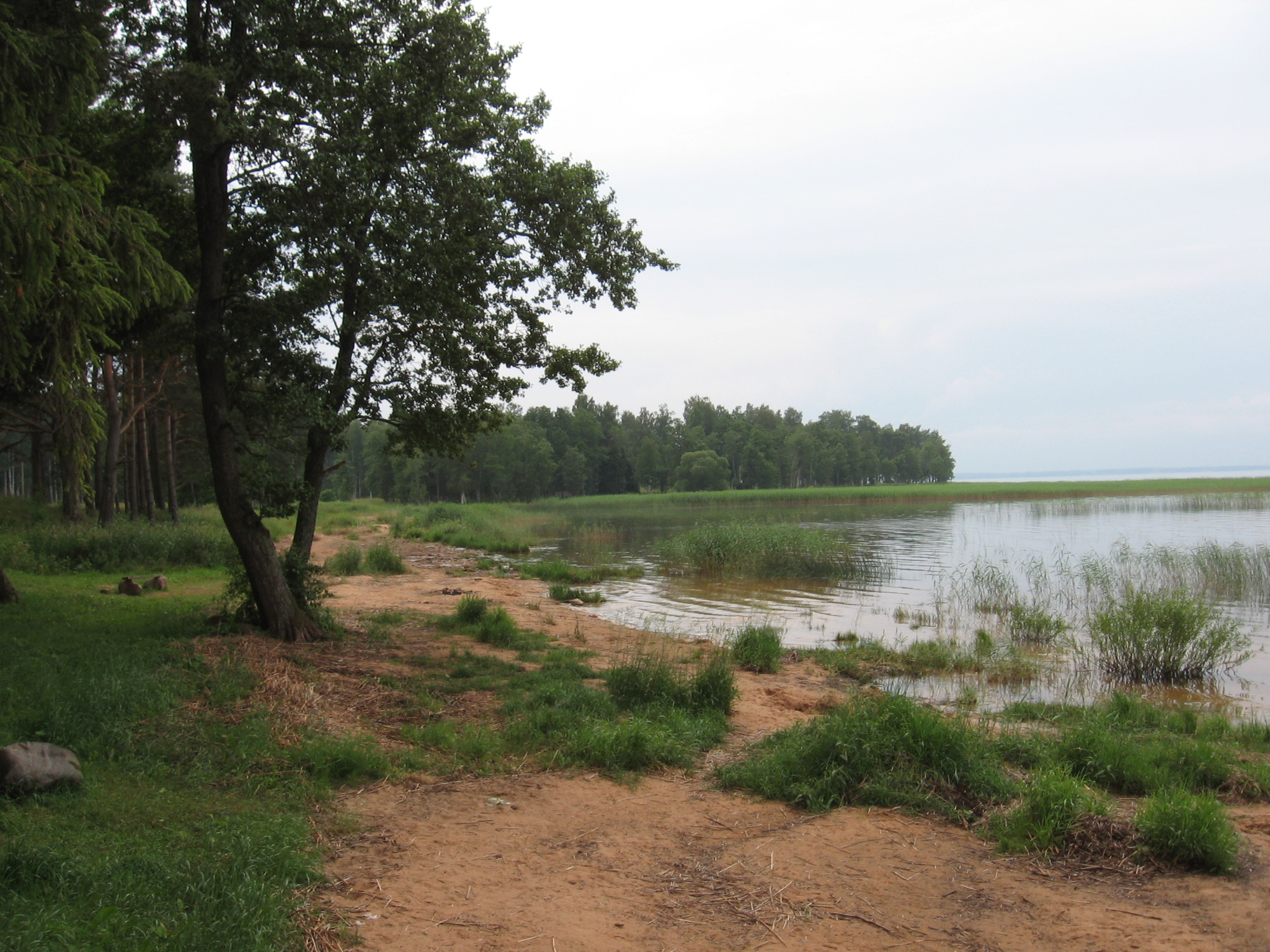
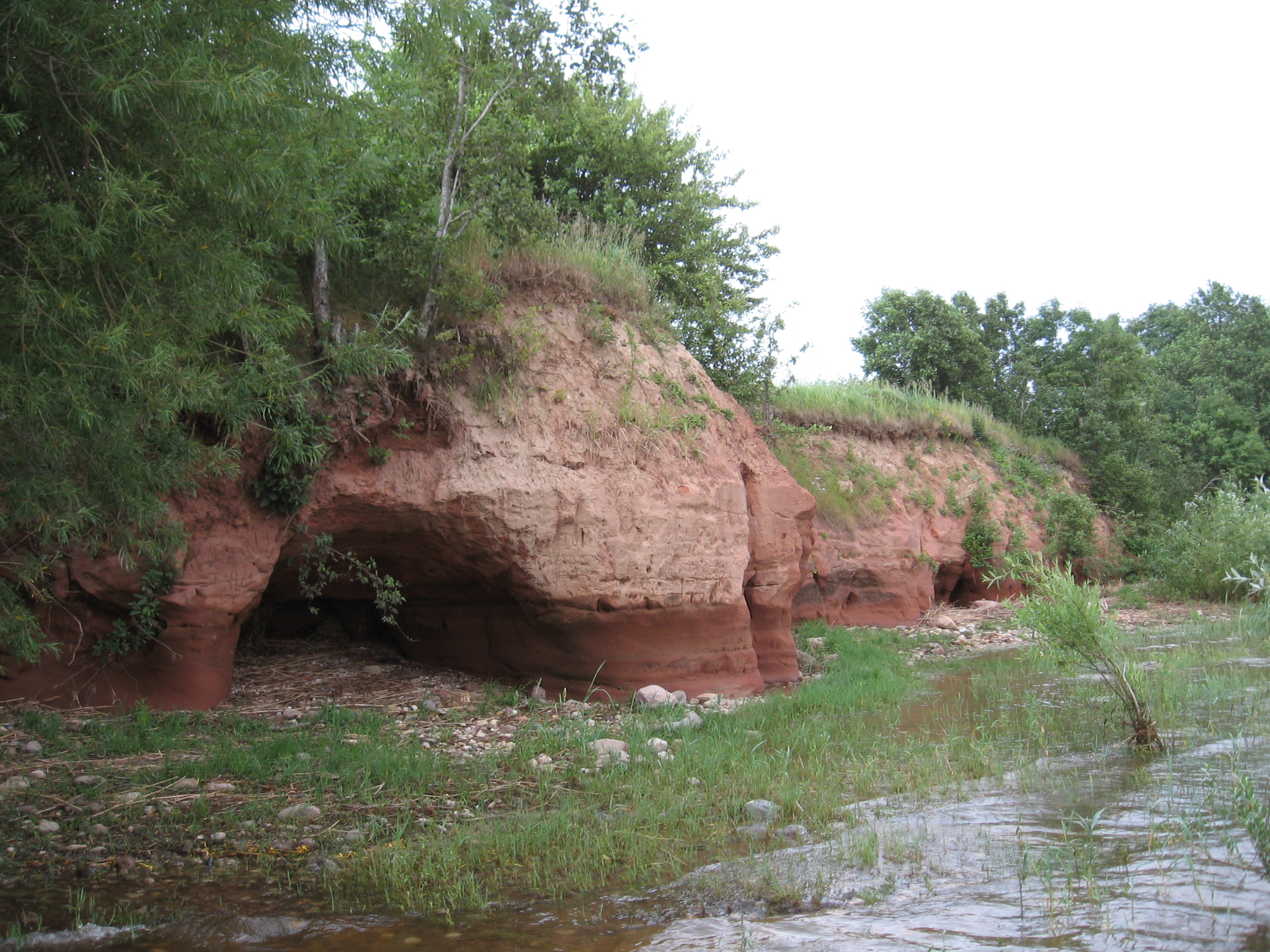
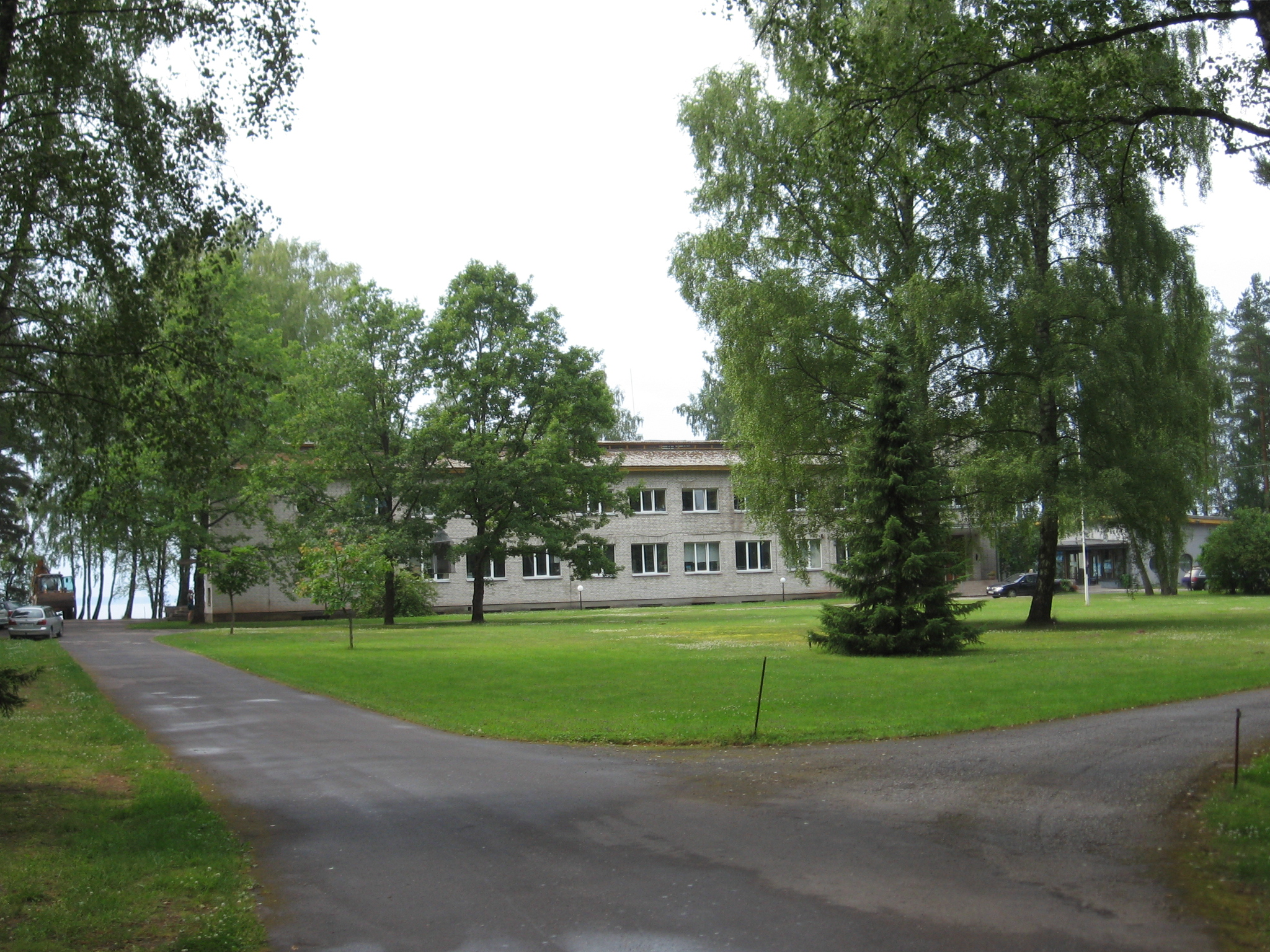